# Заговор Ридольфи

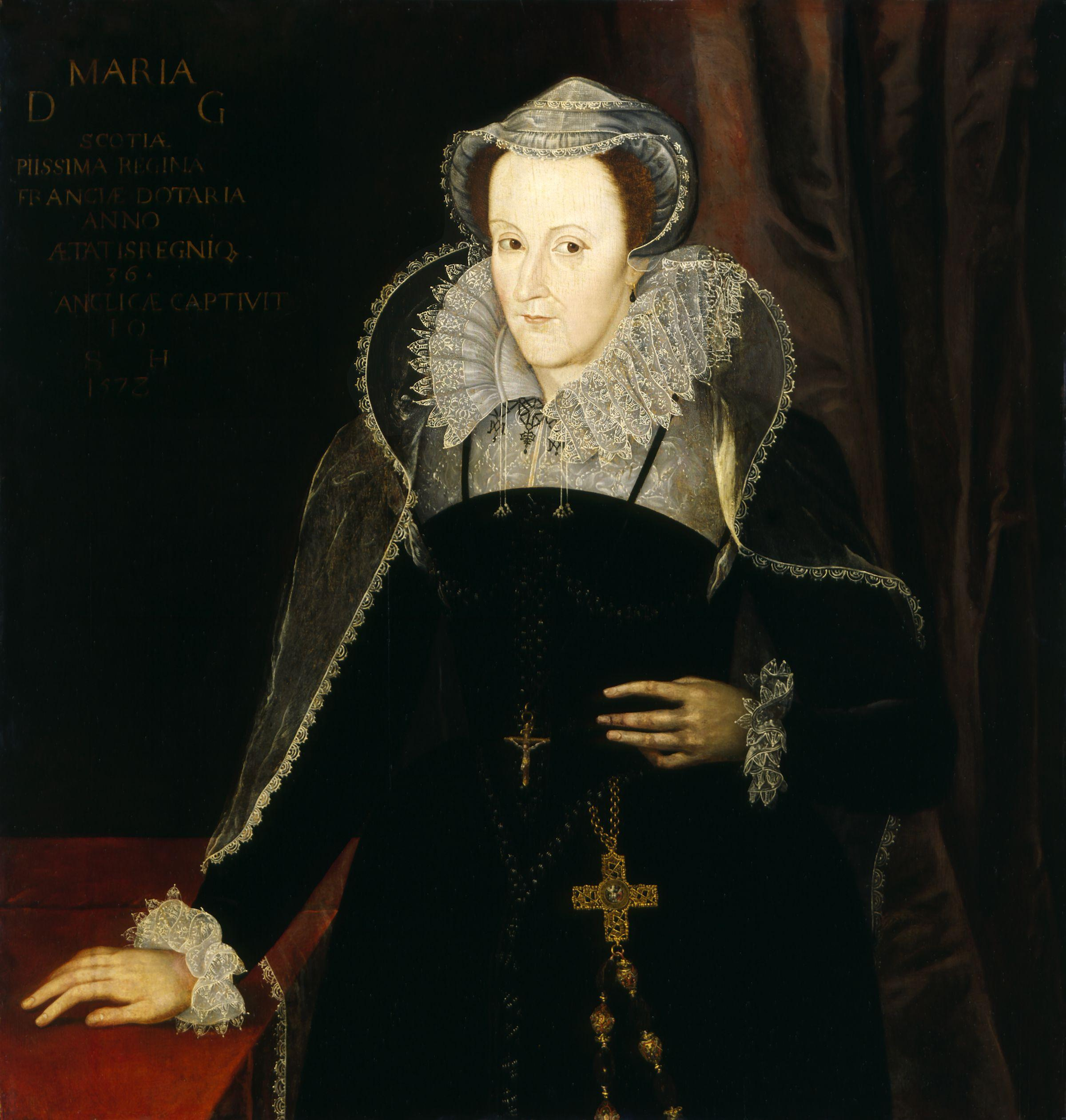
Николас Хиллиард. Мария Стюарт в Англии, приблизительно 1578 год. Национальная портретная галерея (Лондон)

Заговор Ридольфи (англ. Ridolfi plot) 1571 года — неудавшаяся попытка группы английских католиков убить королеву Елизавету и возвести на престол Марию Стюарт, организованная флорентийским банкиром Роберто Ридольфи. Мария должна была стать женой Томаса Говарда, 4-го герцога Норфолка, и вновь сделать католицизм государственной религией Англии. Заговор был раскрыт, его руководителей казнили. Мария осталась в заточении и была обезглавлена в 1587 году, после раскрытия заговора Бабингтона.

## Заговор
Свергнутая королева Шотландии Мария с 1568 года находилась в Англии, где жила под наблюдением, постепенно превращавшимся в заключение. Она обладала правами на английский престол, и многие местные католики (её единоверцы) считали необходимым свержение протестантки Елизаветы I и коронацию Марии с последующим восстановлением католической веры на всей территории королевства. Существовали планы брачного союза Марии с Томасом Говардом, 4-м герцогом Норфолком, одним из знатнейших и богатейших лордов Англии. Северное восстание, поднятое в интересах шотландской королевы в 1569 году, было подавлено, но причастность к нему Норфолка осталась недоказанной. Сторонники Марии и после этого продолжали планировать захват власти в Англии, рассчитывая на поддержку Испании и Святого Престола.
Идея очередного заговора принадлежала банкиру из Флоренции Роберто Ридольфи. Она предполагала, что командующий испанскими войсками в Нидерландах герцог Альба высадится в Англии с 10-тысячным корпусом и спровоцирует восстание католической знати (повстанцев, по мнению Ридольфи, могло набраться до 40 тысяч человек). За этим должны были последовать убийство Елизаветы, воцарение Марии и её брак с Норфолком. Ридольфи получил одобрение плана от советника Марии Джона Лесли, епископа Росса, и от Норфолка, а позже — от короля Испании Филиппа II и папы римского Пия V. При этом Альба отнёсся к планам вторжения скептически, считая, что главная составляющая успеха — убийство английской королевы.
Спецслужбы Елизаветы получили с континента целый ряд сообщений о новом заговоре. В апреле 1571 года эмиссар Ридольфи Карло Байи был арестован в Дувре с письмами к Лесли и Норфолку, а также с памфлетом «Защита чести Марии, королевы шотландской». Вскоре благодаря случайности выяснилось, что герцог пересылает сторонникам Марии деньги, полученные от французской короны, а в его тайнике было найдено письмо шотландской королевы относительно планов Ридольфи. Норфолк и Лесли были арестованы, епископ во всём признался. Герцог, признанный виновным в государственной измене, был обезглавлен 2 июля 1572 года. Лесли получил свободу и уехал во Францию, испанскому послу в Лондоне дону Герау тоже пришлось покинуть Англию.
Следствием заговора Ридольфи стало ужесточение условий содержания Марии Стюарт. Елизавета, уверенная в том, что узница является для неё источником опасности, отказалась от мысли восстановить Марию на шотландском престоле. Заговоры Трокмортона и Бабингтона тоже были раскрыты, а в 1587 году Марию осудили как государственную изменницу и обезглавили.